# Antoon Verlegh
Antonius Wilhelmus ("Antoon") Verlegh (Ginneken, 29 maart 1896 – Prinsenbeek, 12 maart 1960) was voetballer van NAC (1912 - 1931) en speler van Oranje. Hij kreeg zijn bijnaam "De Rat" vanwege zijn behendigheid en zijn slinkse spel.

## Mister NAC
Vanaf de oprichting van NAC was Verlegh als speler, bestuurslid, trainer en vrijwilliger betrokken bij de club. Met NAC won hij zes Kampioenschappen van het Zuiden en in 1921 won hij met NAC het Nederlands kampioenschap. Hij speelde vanaf 1920 acht maal voor Oranje en maakte twee doelpunten. Na zijn actieve carrière zette hij zich vanaf 1931 vrijwillig in voor NAC. Naast zijn onbezoldigde functies bij NAC, was Verlegh ook geruime tijd betrokken bij de KNVB (Commissie Jeugdvoetbal en Keuze Commissie). Na een conflict met de KNVB legde hij in 1953 alle KNVB-functies neer.
Verlegh overleed op 63-jarige leeftijd, nadat hij met zijn auto te water was geraakt in De Kuil nabij Prinsenbeek; mogelijk ging een hartaanval hieraan vooraf. Ter herinnering aan Verlegh is een jeugdtoernooi naar hem vernoemd, hebben fanatieke supporters in 1996 NAC Fanzine De Rat opgericht en is er een straat in Breda naar hem vernoemd. Sinds begin 2006 heet het NAC-stadion officieel Rat Verlegh Stadion.

## Zie ook

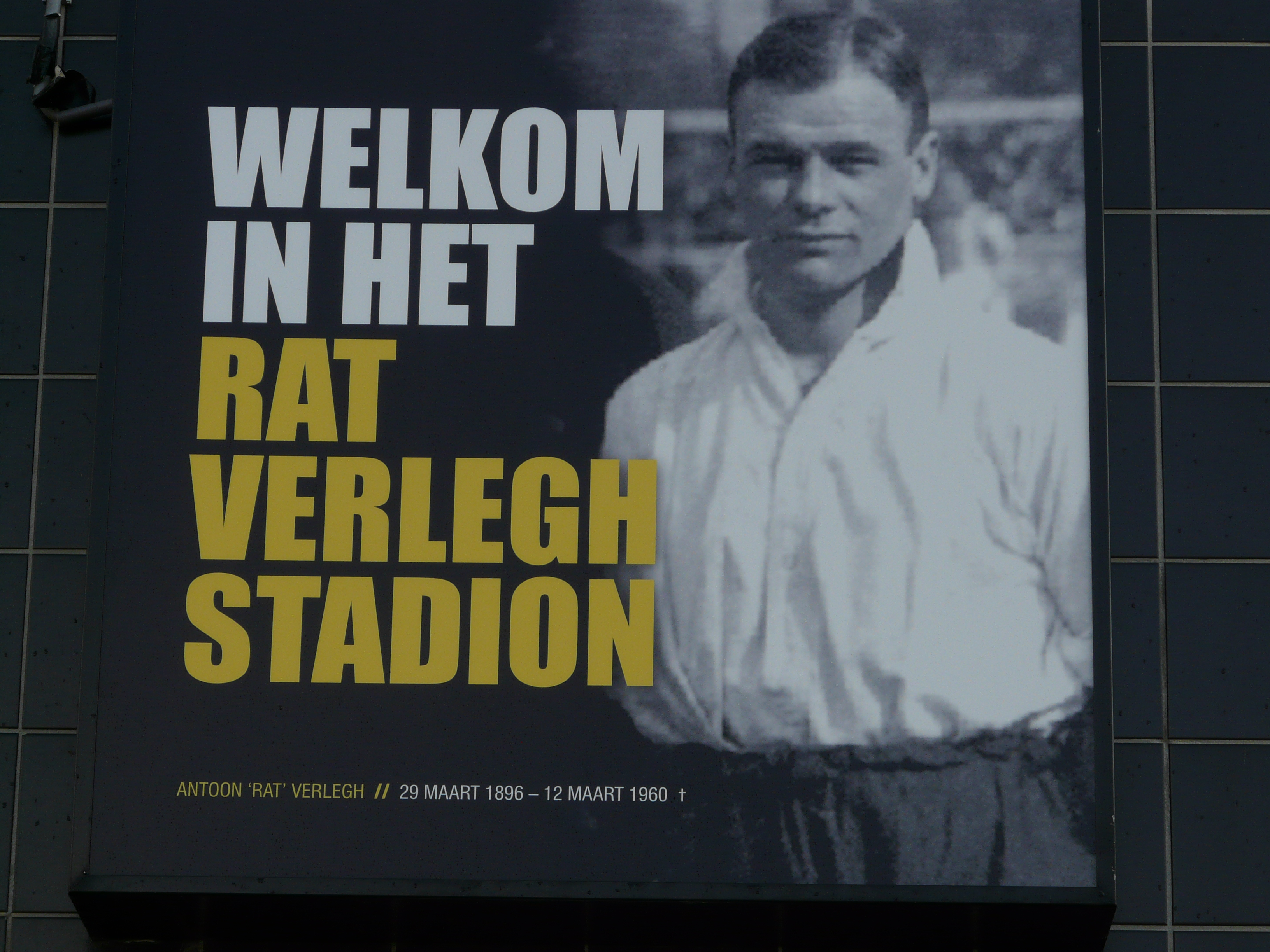
Bord ingang Rat Verlegh Stadion NAC Breda